# Wolfville
Wolfville är en ort i Kanada.   Den ligger i provinsen Nova Scotia, i den sydöstra delen av landet, 900 km öster om huvudstaden Ottawa. Wolfville ligger 53 meter över havet och antalet invånare är 3 523.
Terrängen runt Wolfville är huvudsakligen platt, men österut är den kuperad. En vik av havet är nära Wolfville norrut. Närmaste större samhälle är Kentville, 10,3 km väster om Wolfville. 
Omgivningarna runt Wolfville är en mosaik av jordbruksmark och naturlig växtlighet. Runt Wolfville är det ganska glesbefolkat, med 43 invånare per kvadratkilometer.